# Chamaedorea ernesti-augustii
Chamaedorea ernesti-augustii es una especie de palmera que se distribuye por Centroamérica.

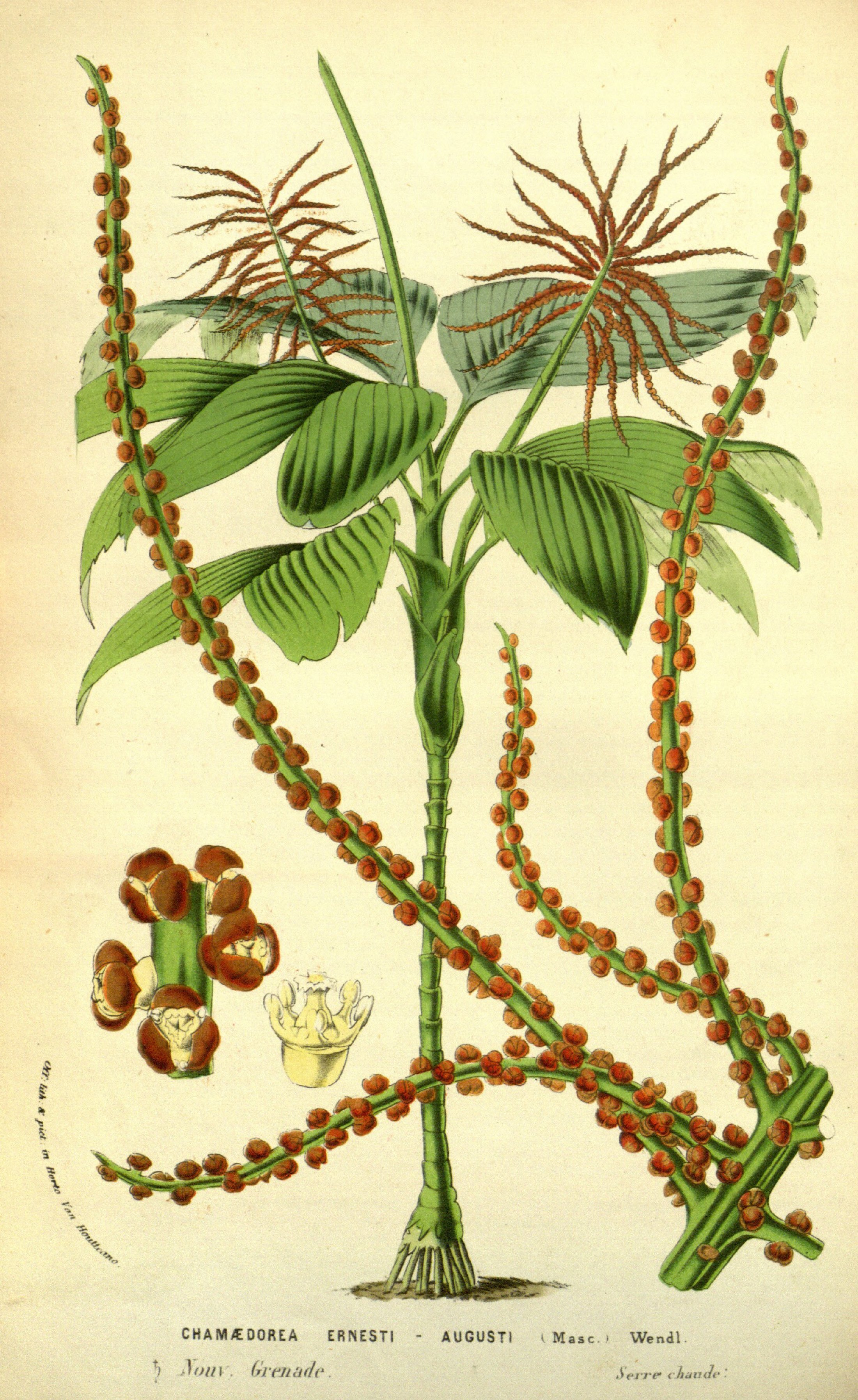
Ilustración

## Descripción
Son palmas con tallos solitarios, delgados, erguidos, de 2 m de altura o más, a veces casi sin tallo. Las hojas: 5-8, bífidas, con la vaina de 5-15 cm de largo, longitudinalmente estriada con nervios, con pecíolo de 10-25 cm de largo, canalizado y verde, redondo; raquis de 20 -25 cm de largo, en ángulo y verde arriba, redondeado por debajo con una banda amarillenta que se extiende sobre la vaina, la hoja de 25-60 x 20-30 cm, ampliamente cuneadas-obovadas, con incisiones profundas apicales,  de color verde oscuro opaco por encima, sin brillo de color verde por debajo. Inflorescencias interfoliares pero a veces infrafoliares, solitarias. El fruto de 15 x 08.10 mm, subgloboso a elipsoidal, de color verde azulado, convertido en negro en la madurez.

## Distribución y hábitat
Es una especie que se encuentra en eloceano pacífico bosque húmedo en la vertiente atlántica, principalmente en altitudes bajas, pero a la elevación de 1000 m, a menudo en la piedra caliza. Se distribuye por Belice, Guatemala, Honduras y México.

## Taxonomía
Chamaedorea ernesti-augustii fue descrita por Hermann Wendland y publicado en Allgemeine Gartenzeitung  20(10): 73–74, en el año 1852. (6 Mar 1852)
Etimología
Chamaedorea: nombre genérico que deriva de las palabras griegas: χαμαί (chamai), que significa "sobre el terreno", y δωρεά (dorea) , que significa "regalo", en referencia a las frutas fácilmente alcanzadas en la naturaleza por el bajo crecimiento de las plantas.
ernesti-augustii, epíteto nombrado en honor de Ernesto Augusto I de Hannover desde 1837-1851
Sinonimia
- Chamaedorea glazioviana Drude ex Guillaumin
- Chamaedorea simplicifrons Heynh.
- Eleutheropetalum ernesti-augustii (H.Wendl.) Oerst.
- Geonoma corallifera C.Morren
- Geonoma coralliflora hort.
- Geonoma latifrons Burret
- Hyospathe elegans hort.
- Morenia corallifera hort. in Ruffo
- Morenia ernesti-augustii (H.Wendl.) H.Wendl.
- Nunnezharia ernesti-augustii (H.Wendl.) Kuntze
- Nunnezharia simplicifrons (Heynh.) Kuntze[5]

## Nombres comunes
Guaya de abajo, guayita, cola de pescado, rabo de bobo, nesheshiptmil - México.